# Eric Bassombeng
Eric Magloire Bassombeng (Yaoundé, 2 novembre 1983) è un ex calciatore camerunese, di ruolo centrocampista.

## Carriera
Ha giocato nella massima serie camerunese ed in quella svedese.

## Statistiche

### Presenze e reti nei club
| Stagione        | Squadra         | Campionato      | Campionato | Campionato | Coppe nazionali | Coppe nazionali | Coppe nazionali | Coppe continentali | Coppe continentali | Coppe continentali | Altre coppe | Altre coppe | Altre coppe | Totale | Totale |
| Stagione        | Squadra         | Comp            | Pres       | Reti       | Comp            | Pres            | Reti            | Comp               | Pres               | Reti               | Comp        | Pres        | Reti        | Pres   | Reti   |
| --------------- | --------------- | --------------- | ---------- | ---------- | --------------- | --------------- | --------------- | ------------------ | ------------------ | ------------------ | ----------- | ----------- | ----------- | ------ | ------ |
| 2008            | Örebro          | A               | 17         | 4          | CS              | 0               | 0               |                    | -                  | -                  |             | -           | -           | 17     | 4      |
| 2009            | Örebro          | A               | 18         | 1          | CS              | 1               | 0               |                    | -                  | -                  |             | -           | -           | 19     | 1      |
| 2010            | Örebro          | A               | 9          | 0          | CS              | 0               | 0               |                    | -                  | -                  |             | -           | -           | 9      | 0      |
| Totale Örebro   | Totale Örebro   | Totale Örebro   | 44         | 5          |                 | 1               | 0               |                    | -                  | -                  |             | -           | -           | 45     | 5      |
| 2011            | GAIS            | A               | 28         | 6          | CS              | 0               | 0               |                    | -                  | -                  |             | -           | -           | 28     | 6      |
| 2012            | GAIS            | A               | 14         | 0          | CS              | 0               | 0               |                    | -                  | -                  |             | -           | -           | 14     | 0      |
| Totale GAIS     | Totale GAIS     | Totale GAIS     | 42         | 6          |                 | 0               | 0               |                    | -                  | -                  |             | -           | -           | 42     | 6      |
| Totale carriera | Totale carriera | Totale carriera | 86         | 11         |                 | 1               | 0               |                    | -                  | -                  |             | -           | -           | 87     | 11     |